# Chirotonie

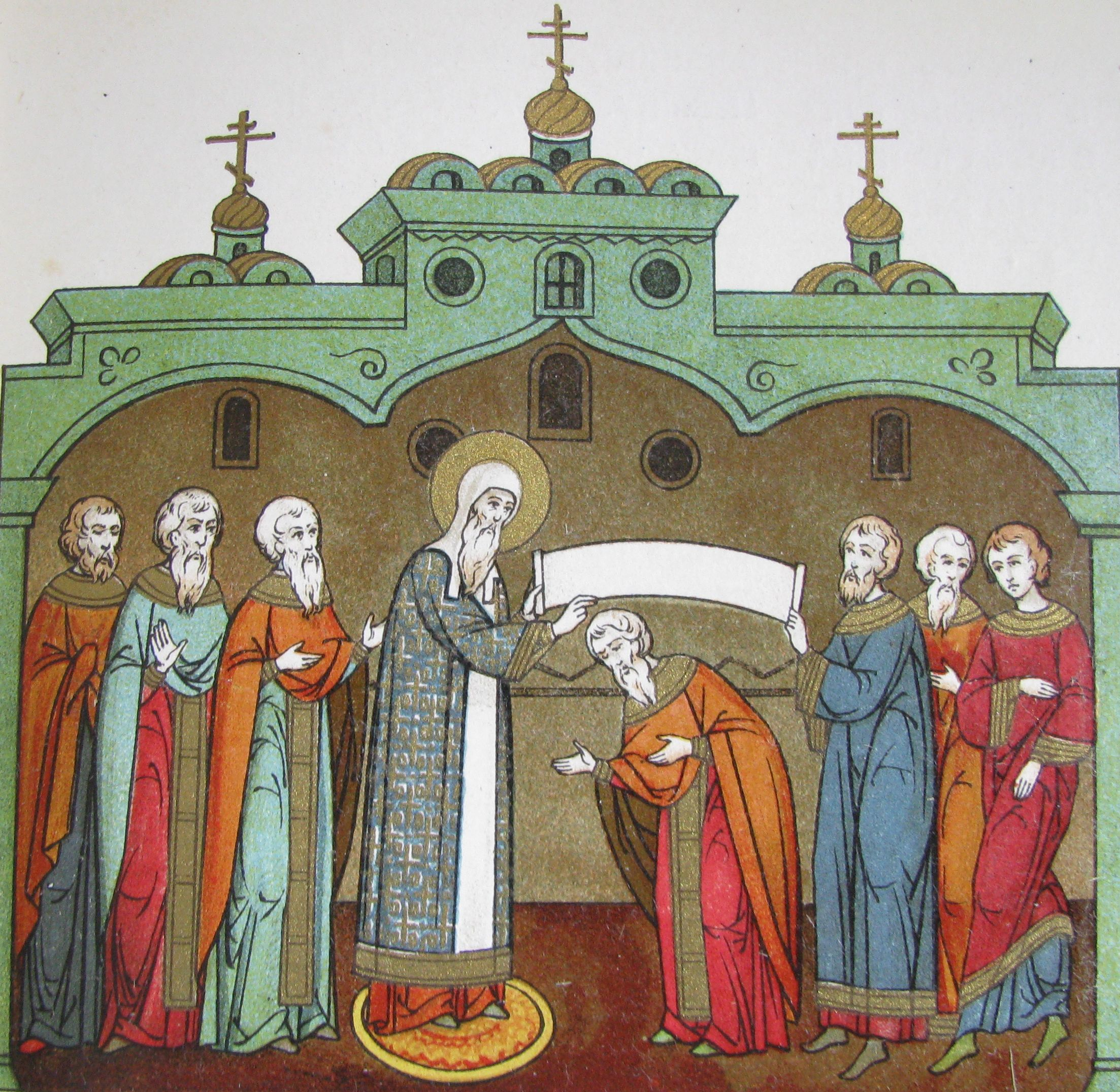
Chirotonie Štěpána Permského

Chirotonie (z řečtiny svěcení, také rukopoložení) je v pravoslavných církvích a řeckokatolických církvích udělování vyšších svěcení, kterými jsou jáhen (diákon), kněz a biskup.

## Charakteristika
Chirotonie probíhá vždy během Božské liturgie a provádí se výhradně jednotlivě (nikdy není vysvěceno více kandidátů současně, tedy pouze jeden biskup, pouze jeden kněz a během jedné liturgie může být vysvěcen pouze jeden diákon).
Pravomoc udělovat chirotonii má pouze biskup, zatímco chirotonii nového biskupa musí konat tři (nebo alespoň dva biskupové), což zdůrazňuje kolegiální povahu biskupské služby v souvislosti s apoštolskou posloupností. Odkazem na tradici volby biskupů z prvních století křesťanství je potvrzení biskupského svěcení shromážděnými věřícími, kteří v určitou chvíli liturgie zvolají Axios! (řecky Hoden!).